# Atuagkat bokhandel

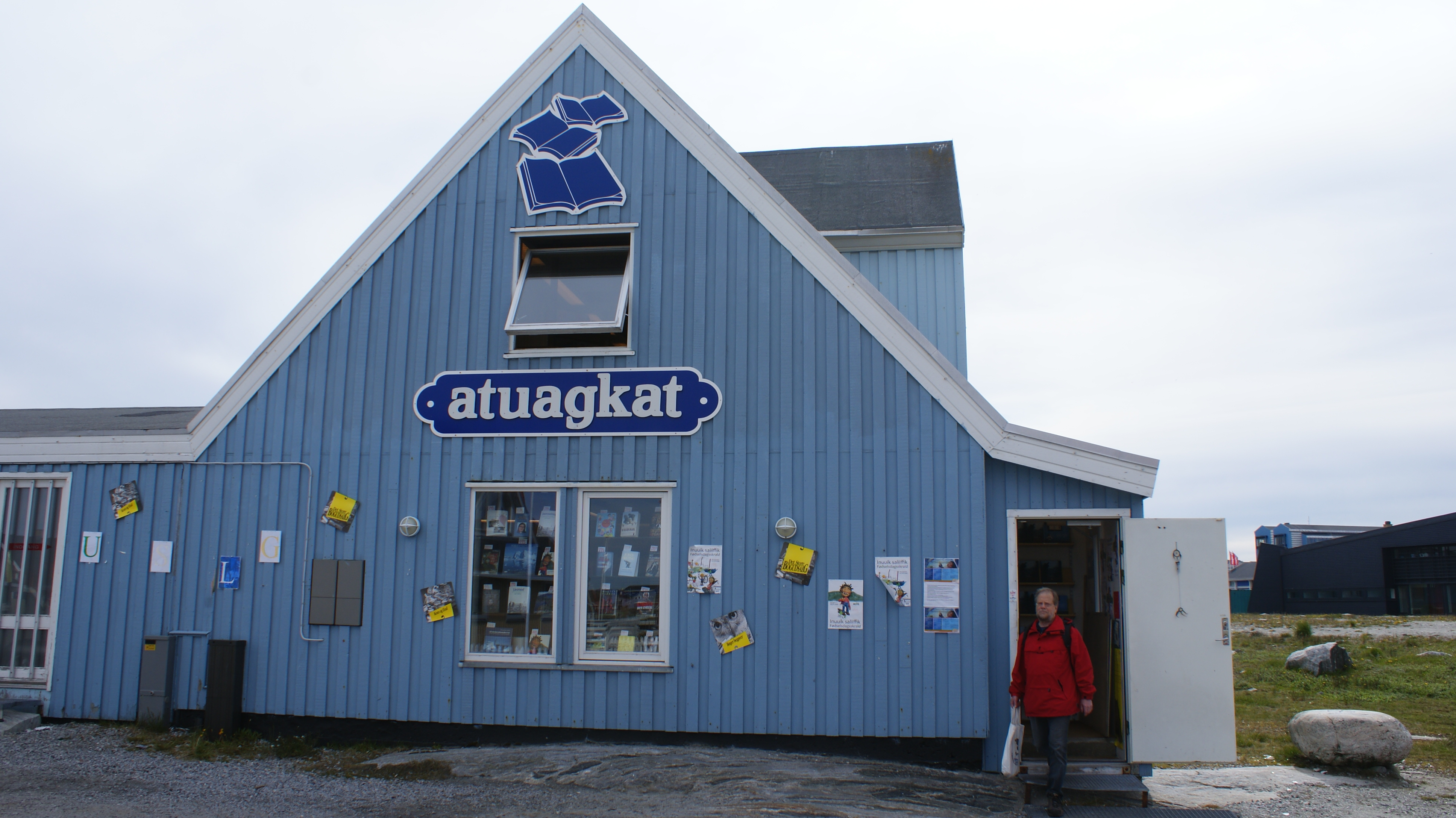
Atuagkat låg tidigare i en karakteristisk blå byggnad i centrala Nuuk

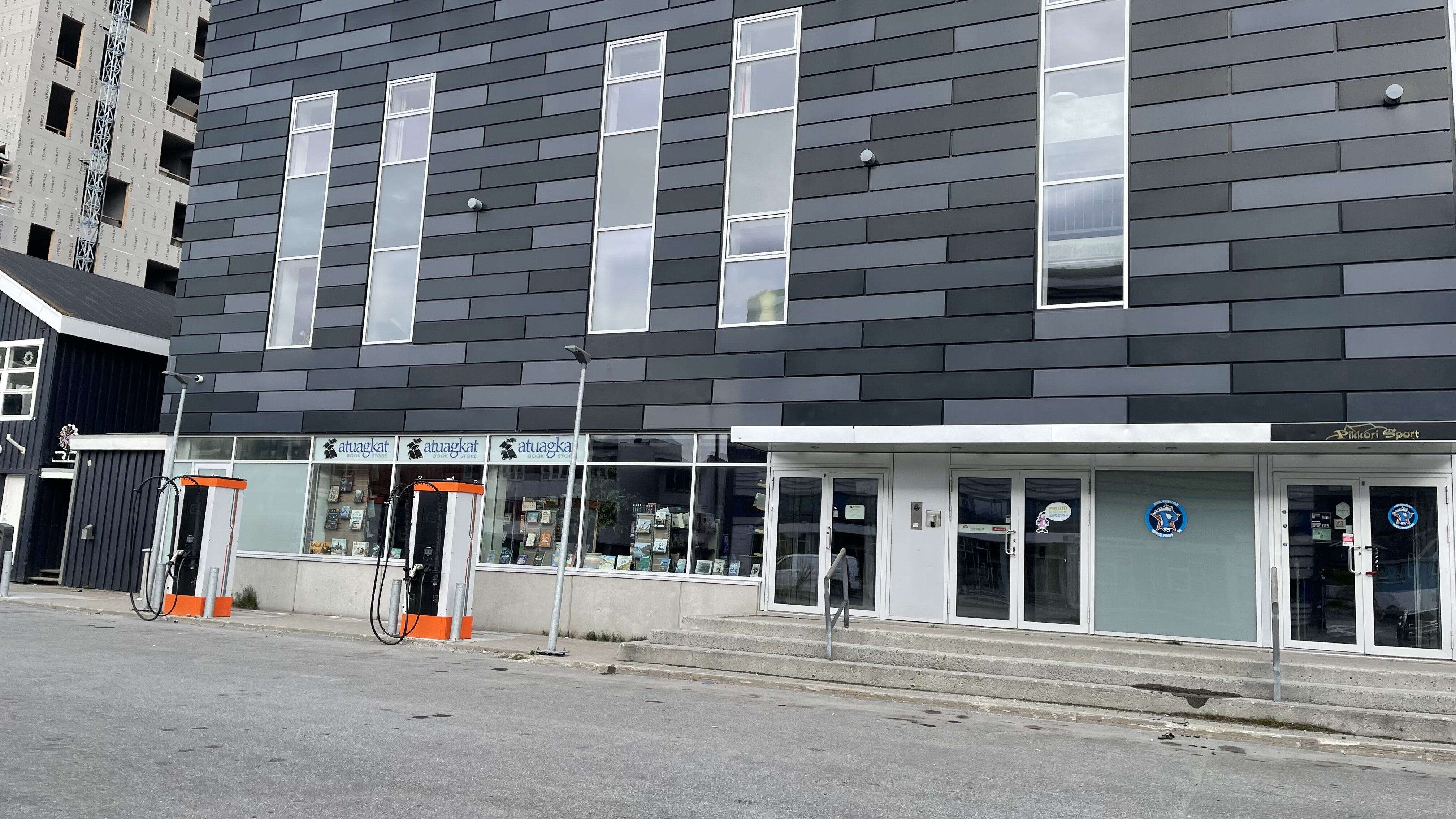
Atuagkat (2023)

Atuagkat Boghandel (grönländska för "böcker") var en bokhandel i Nuuk, Grönlands huvudstad. Butiken låg tidigare i ett litet blått hus 100 meter norr om Grönlands kulturhus i stadens centrum, senare i Kamiks tidigare lokaler, och mot slutet i det nybyggda Nuuk Center. Butiken grundades ursprungligen 1976 och var den största och äldsta privata bokhandeln på Grönland. I januari 2025 lades den ner.
Urvalet av böcker var begränsat till publikationer som rör Arktis, med särskild tonvikt på Grönlandsrelaterad litteratur, t.ex. om landets historia, kultur, natur, ekonomi och politik, inklusive publikationer från Grönlands självstyre och Centrum för barn och ungdom (danska: Videnscenter for Børn og Unge, MIPI, grönländska: Meeqqat Inuusuttullu Pillugit Ilisimasaqarfik) i samarbete med socialministeriet.
Atuagkat saluförde inte skönlitteratur utan fokuserade på facklitteratur från både Grönland och Danmark. Atuagkat hade en omfattande samling av Grönlandskartor, inklusive flera kartor över Grönlands nationalpark.
Företaget var också ram för Förlaget Atuagkat.